# نوکیا ۳۴۱۰
نوکیا ۳۴۱۰ یک‌نمونه از گوشی‌های تلفن همراه سری ۳۰۰۰ شرکت نوکیا می‌باشد که توسط همین شرکت به بازار عرضه شده‌است.